# Stipa brachyptera
Stipa brachyptera är en gräsart som beskrevs av Michail Klokov. Stipa brachyptera ingår i släktet fjädergrässläktet, och familjen gräs. Inga underarter finns listade i Catalogue of Life.